# Johann Karl Ludwig Gieseler

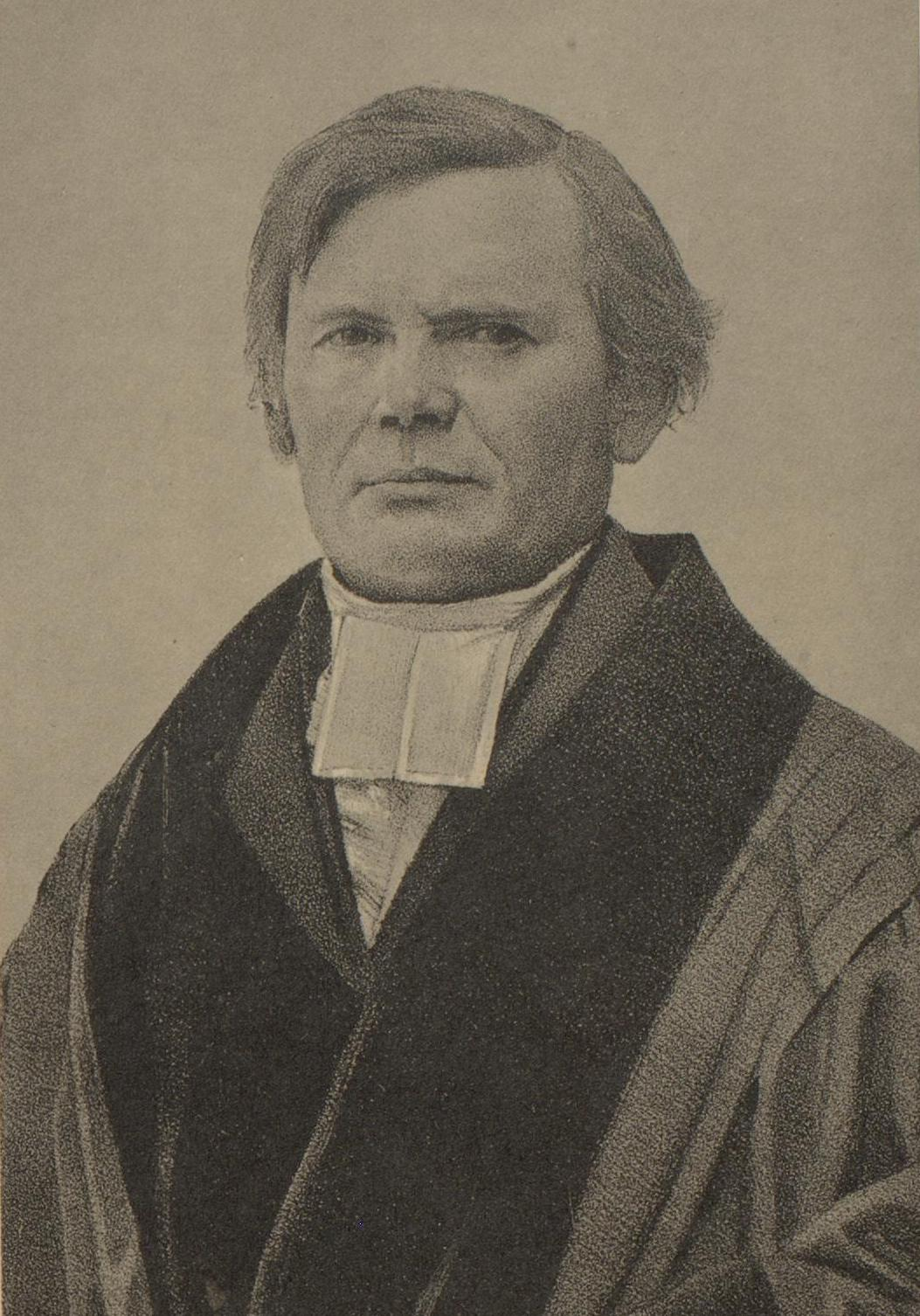
Johann Karl Ludwig Gieseler

Johann Karl Ludwig Gieseler (* 3. März 1792 in Petershagen; † 8. Juli 1854 in Göttingen) war ein deutscher lutherischer Theologe und Kirchenhistoriker.

## Leben und Wirken
Nach dem Besuch der Waisenhausschule und der Universität in Halle nahm er ab November 1813 an den Befreiungskriegen teil und wurde 1814 Lehrer in Halle. 1817 wurde er Konrektor am Gymnasium in Minden und 1818 Direktor in Kleve. 
Auf Grund einer Arbeit zur Überlieferung der Evangelien wurde Gieseler 1819 als Professor der Theologie nach Bonn berufen. 1830/31 amtierte er als Rektor der Universität. 1831 wechselte er an die Universität Göttingen und wurde dort 1837 auch zum Konsistorialrat ernannt.
Gieseler ist 1817 in die Freimaurerloge Zu den drei Degen in Halle aufgenommen worden und war ab 1822 Meister vom Stuhl der Loge Augusta zum goldnen Zirkel in Göttingen.
1844 wurde er zum ordentlichen Mitglied der Göttinger Akademie der Wissenschaften gewählt.

## Werke
Gieselers Hauptwerk ist das Lehrbuch der Kirchengeschichte in 5 Bänden. Die ersten 3 Bände gab er selbst heraus (Bonn 1824–1835), Ernst Rudolf Redepenning gab 1855–1857 die Bände 4 und 5 heraus und fügte den 6. Band Dogmengeschichte hinzu. 
Weitere Schriften:
- Historisch-kritischer Versuch über die Entstehung und die frühesten Schicksale der schriftlichen Evangelien. Wilhelm Engelmann, Leipzig 1818, (Volltext).
- Ueber die Nazaräer und Ebioniten. In: Archiv für alte und neue Kirchengeschichte. Bd. 4, St. 2, 1819, ZDB-ID 526999-4, S. 279–330.
- Etwas über den Reichstag zu Augsburg im Jahre 1530. Zur Berichtigung mehrerer Entstellungen der Geschichte und zur Erklärung einiger gemißbrauchten Stellen aus Luthers Briefen, zunächst mit Bezug auf die Schrift: „Luthers katholisches Monument“ Francfurt a.M. 1817. Schultz & Wundermann, Hamm 1821.
- mit Friedrich Lücke: Zeitschrift für gebildete Christen der evangelischen Kirche. 4 Hefte. Elberfeld 1823–1824, ZDB-ID 896548-1.
- Rückblick auf die theologischen und kirchlichen Richtungen und Entwicklungen der letzten fünfzig Jahre. Ein Glückwünschungsschreiben, seinem theuern Vater, dem Herrn Georg Christ. Friedr. Gieseler, Doctor der Theologie, erstem Prediger in Werther bey Bielefeld, zu seinem Amtsjubiläum den 24ten Mai 1837 dargebracht. Vandenhoeck und Ruprecht, Göttingen 1837.